# خانواده پژو

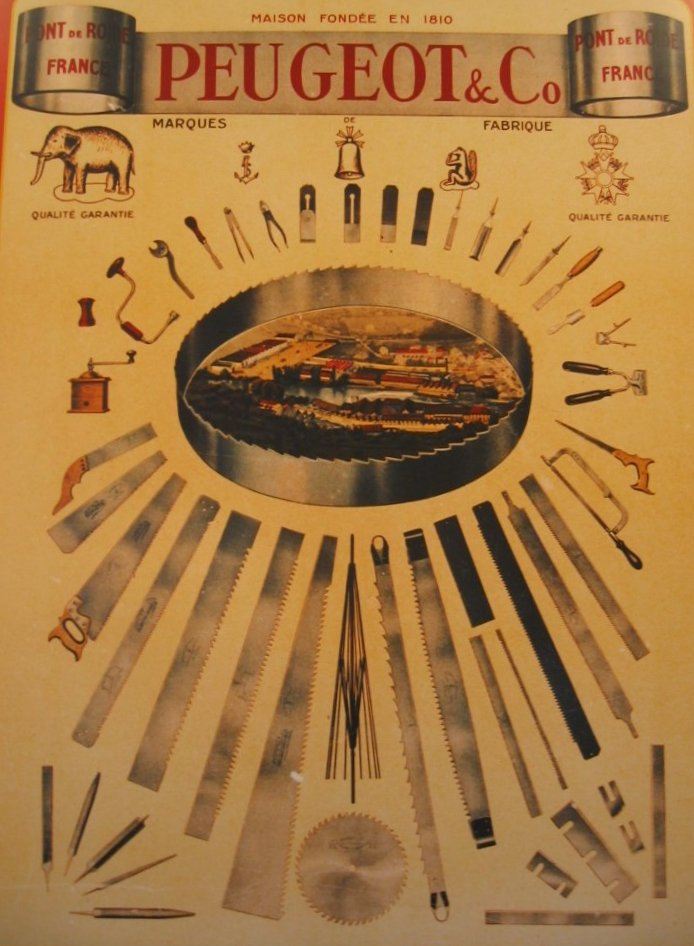
بروشور شرکت پژو متعلق به قرن ۱۹

خانواده پژو (به فرانسوی: Famille Peugeot) خانواده صنعتگر فرانسوی است، که هم‌اکنون مالک ۱۴٪ درصد از سهام گروه پژو سیتروئن می‌باشند.
پیشینه خانواده پژو به قرن ۱۵ میلادی بازمی‌گردد، که در فرانش-کنته به کشاورزی مشغول بودند. ورود خانواده پژو به عرصه صنعت، نیز به دهه‌های ۱۷۹۰ و ۱۸۰۰ میلادی بازمی‌گردد، که ژان-پیر پژو (۱۷۳۴-۱۸۱۴)، فرزند ژان-ژاک پژو (۱۶۹۹-۱۷۴۱)، اقدام به راه‌اندازی یک آسیاب آبی در شهر سوشو، فرانسه نمود.
سپس در سال ۱۸۱۰ دو پسر ارشد ژان-پیر پژو؛ بنام‌های ژان-پیر پژو دوم (۱۷۶۸-۱۸۵۲) و ژان-فردریک پژو در نزدیکی آسیاب آبی، کارگاهی راه‌اندازی کردند، که در آن به ریخته‌گری و ساخت تجهیزات اولیه فولادی و فلزی پرداختند. در سال ۱۸۱۴ وارد عرصه نساجی شدند. 
تأسیس رسمی شرکت، به سال ۱۸۱۹ بازمی‌گردد، که تحت نام شرکت پژو اند کو، عملاً فعالیت صنعتی خانواده پژو آغاز گشت.
نسل بعدی خانواده پژو که کنترل شرکت را در دست گرفتند، فرزندان ژان-پیر پژو دوم بودند که امیل پژو (۱۸۱۱ - ۱۸۸۹) و ژول پژو (۱۸۱۵ - ۱۸۷۴) نام داشتند. شرکت پژو توسط امیل، توسعه پیدا کرد. پژو در سال ۱۸۳۰ به تولید دوچرخه پرداخت و بالاخره از سال ۱۸۴۲ تولید آسیاب‌های قهوه، نمک و فلفل را آغاز کرد. در ۱۸۴۷ نشان شیر توسط امیل وارد لوگوی پژو شد.
ورود رسمی پژو به صنعت وسایل نقلیه، با تولید دوچرخه «گراند بای» توسط فرزند امیل، آرماند پژو در سال ۱۸۸۲ آغاز شد، که دوچرخه‌ای از نوع پنی-فرتینگ بود. (دوچرخه‌ای که چرخ قسمت جلو خیلی بزرگ و چرخ عقب کوچک است)
آرماند به زودی به صنعت خودروسازی علاقه‌مند شد و با مباحثه با افرادی نظیر گوتلیب دایملر به امکان انجام آن اطمینان پیدا کرد و اولین اتومبیل پژو در سال ۱۸۸۹ تنها با چهار نمونه توسط آرماند پژو ساخته شد.
امروزه خانواده پژو مالک اکثریت سهام گروه پژو سیتروئن است. تیری پژو بزرگترین عضو از خانواده پژو، ریاست هیئت مدیره پژو سیتروئن را در اختیار دارد.